# بویالی (یوسف‌علی)
بویالی (به ترکی استانبولی: Boyalı) یک منطقهٔ مسکونی در ترکیه است که در یوسف‌علی واقع شده‌است. بویالی ۱۱۳ نفر جمعیت دارد.